# Ehbläcksmoor
Das Ehbläcksmoor ist ein ehemaliges Naturschutzgebiet im Bereich der Stadt Soltau im Landkreis Heidekreis in Niedersachsen. 

## Allgemeines
Das ehemalige Naturschutzgebiet mit dem Kennzeichen NSG LÜ 035 war 39,7 Hektar groß. Es wurde zum 1. Oktober 1977 ausgewiesen. Zum 1. Mai 2021 ging es im Naturschutzgebiet „Lüneburger Heide“ auf. Es ist Bestandteil des FFH- und des EU-Vogelschutzgebietes „Lüneburger Heide“. Zuständige untere Naturschutzbehörde war der Landkreis Heidekreis.

## Beschreibung
Das Ehbläcksmoor liegt im Soltauer Stadtteil Deimern. Es wird durchflossen von der Großen Aue.
Das ehemalige Naturschutzgebiet ist ein großes Moor mit Moorlilien und Torfmoosen. Angrenzend liegt ein sandig-kiesiger Moränenrücken mit aufgesetzten Dünen. Im Osten des Moores schließen ein Bruchwald und Grünland an, im Westen Glocken-Heide-Moor, Pfeifengräser, Sandheide und schließlich ein Kiefernforst. Zur Erhaltung der wertvollen Vegetation ist die Beseitigung der aufkommenden Bäume erforderlich.